# 버추어 파이터
《버추어 파이터》(일본어: バーチャファイター, 영어: Virtua Fighter)는 세가 AM2와 디자이너 스즈키 유가 제작한 대전 격투 게임 시리즈이다. 오리지널 버추어 파이터 (비디오 게임)는 1993년 12월에 출시되었으며 네 개의 주요 속편과 여러 스핀오프가 나왔다. 매우 영향력 있는 첫 번째 버추어 파이터 게임은 최초의 3D 대전 격투 게임으로 널리 인정받고 있다.

## 게임플레이
대부분의 다른 대전 격투 게임과 마찬가지로, 버추어 파이터 시리즈의 기본 게임플레이 시스템은 두 명의 전투원이 세 라운드 중 두 라운드를 이겨야 하며, 각 라운드는 30초 이상 진행된다. 전투원들은 상대방의 체력 게이지를 소모시키고 녹아웃(K.O.)을 시켜 라운드를 이기기 위해 다양한 공격을 사용한다. 캐릭터가 링 밖으로 나가거나 떨어지면 상대방이 링 아웃으로 라운드를 이긴다. 이전 라운드에서 더블 녹아웃(두 플레이어가 동시에 서로를 녹아웃)이 발생하여 경기가 1라운드씩 비겼을 경우 추가 라운드가 필요하다. 이 라운드에서는 플레이어들이 작은 스테이지에서 싸우며, 한 번의 공격으로 상대를 녹아웃시키고 승리할 수 있다.
기본 조작 방식은 8방향 컨트롤 스틱과 세 개의 버튼(펀치, 킥, 가드)만을 사용하여 간단하다. 다양한 타이밍, 위치, 버튼 조합을 통해 플레이어는 각 캐릭터의 일반 및 특수 기술을 입력한다. 이를 통해 제한된 조작 방식 내에서도 특정 캐릭터에 대한 방대한 기술 목록이 존재할 수 있다. 전통적으로 싱글 플레이어 모드에서는 플레이어가 게임 내 캐릭터(자신의 도펠겡어를 포함할 수 있음)를 모두 물리치고 최종 보스까지 진행한다.

## 역사
다음은 버추어 파이터 시리즈의 게임 목록이다:
| 제목                                          | 플랫폼 |
| --------------------------------------------- | --- |
| 버추어 파이터 (비디오 게임)                   | 아케이드 (1993), 세가 새턴 (1994), 슈퍼 32X (1995) |
| 버추어 파이터 2                               | 아케이드 (1994), 메가 드라이브 (1996) |
| Virtua Fighter Remix                          | 아케이드 (1995), 새턴 (1995), 마이크로소프트 윈도우 (1996, Virtua Fighter PC로 출시)                                                                         |
| Virtua Fighter 2.1                            | 아케이드 (1995), 새턴 (1995), 윈도우 (1997), 플레이스테이션 2 (2004), 엑스박스 360 (2012), 플레이스테이션 3 (2012)                                           |
| Virtua Fighter CG Portrait Series             | 새턴 (1996) |
| Virtua Fighter Animation                      | 게임 기어 (1996), 세가 마스터 시스템 (1997) |
| 버추어 파이터 키즈                            | 아케이드 (1996), 새턴 (1996) |
| 파이터즈 메가믹스                             | 새턴 (1996) |
| 버추어 파이터 3                               | 아케이드 (1996) |
| 버추어 파이터 3tb                             | 아케이드 (1997), 드림캐스트 (1998) |
| 버추어 파이터 4                               | 아케이드 (2001), 플레이스테이션 2 (2002) |
| Virtua Fighter 4: Evolution                   | 아케이드 (2002), 플레이스테이션 2 (2003) |
| Virtua Fighter 10th Anniversary               | 플레이스테이션 2 (2003) |
| Virtua Fighter 4: Final Tuned                 | 아케이드 (2004) |
| Virtua Quest                                  | 닌텐도 게임큐브 (2004), 플레이스테이션 2 (2004) |
| 버추어 파이터 5                               | 아케이드 (2006), 플레이스테이션 3 (2007) |
| Virtua Fighter 5 Online                       | 엑스박스 360 (2007) |
| Virtua Fighter 5 R                            | 아케이드 (2008) |
| Virtua Fighter Mobile 3D                      | 모바일 (J2ME) (2008) |
| Virtua Fighter 5 Final Showdown               | 아케이드 (2010), 엑스박스 360 (2012), 플레이스테이션 3 (2012), 플레이스테이션 4 (2016), 엑스박스 원 (2016), Xbox Series X/S (2020)                           |
| Virtua Fighter: Cool Champ                    | 모바일 (2011) |
| Virtua Fighter: Fever Combo                   | 모바일 (2014) |
| Virtua Fighter 5 Ultimate Showdown / R.E.V.O. | Ultimate Showdown: 아케이드 (2021), 플레이스테이션 4 (2021) R.E.V.O.: 윈도우 (2025), 플레이스테이션 5 (미정), Xbox Series X/S (미정), 닌텐도 스위치 2 (미정) |
| Virtua Fighter 3tb Online                     | 아케이드 (2023) |
| 미공개 버추어 파이터 게임                     | TBA |

### 아케이드 대전 격투 게임
세가 AM2의 스즈키 유의 아이디어로, 버추어 파이터 (비디오 게임)는 1993년에 록히드 마틴과 세가의 가장 유명하고 잘 알려진 스튜디오인 AM2가 공동으로 개발한 하드웨어를 사용하여 아케이드 게임으로 출시되었다. 이 하드웨어는 원래 모델 1이라는 아케이드 시스템을 위해 제작되었다. 이 게임은 최초의 폴리곤 기반 대전 격투 게임으로 여겨진다. 이 게임은 초기 8명의 파이터와 보스인 듀랄을 소개했다. 소니 개발자들은 이 게임이 소니가 첫 번째 플레이스테이션 콘솔을 만들고 일본의 주요 경쟁자인 세가 새턴보다 3D 게임에 더 집중하도록 영감을 주었다고 확인했다.
버추어 파이터 2는 1994년 11월에 출시되었으며, 슌 디와 라이온 라파엘이라는 두 명의 새로운 파이터를 추가했다. 이 게임은 모델 2 하드웨어를 사용하여 렌더링된 캐릭터와 배경에 필터링된 텍스처 매핑과 모션 캡처를 적용했다. 약간의 조정이 가해진 업그레이드 버전인 버추어 파이터 2.1이 곧 뒤를 이었다.
버추어 파이터 3는 1996년에 출시되었으며, 타카아라시와 우메노코지 아오이를 도입했다. 모델 3를 사용하여 그래픽을 개선(예: mipmap핑, 다층 안티에일리어싱, 삼선형 필터링 및 반사 하이라이팅)했을 뿐만 아니라, 일부 스테이지에 굴곡을 추가하고 네 번째 버튼인 회피를 도입했다. 1997년에 출시된 버추어 파이터 3tb는 시리즈 역사상 첫 번째 주요 업데이트로, 두 명 이상의 캐릭터가 등장하는 토너먼트 전투를 구현했다(동시에 진행되는 데드 오어 얼라이브 게임 및 철권 태그 토너먼트와는 다름).
버추어 파이터 4는 바네사 루이스와 레이 페이를 도입하고 타카아라시를 제외한 채 2001년에 NAOMI 2 하드웨어로 출시되었으며, 록히드 마틴과의 공동 개발 하드웨어 대신 출시되었다. 이 게임은 또한 이전 게임의 고르지 않은 전장과 회피 버튼을 제거했다. 이 타이틀은 자국 아케이드 시장에서 꾸준히 인기가 많다. 2002년에 출시된 버추어 파이터 4: 에볼루션은 브래드 번스와 고 히노가미라는 새로운 캐릭터를 추가한 첫 번째 업데이트였다. 에볼루션의 업그레이드 버전인 버추어 파이터 4: 파이널 튜닝은 2004년에 아케이드에 출시되었다. 일본에서 버추어 파이터 4는 아케이드에 인터넷 기능을 도입하고 시장을 선도한 것으로 유명했다. VF.NET은 2001년 일본에서 시작되었으며, 그 이후로 각 회사들은 코나미의 E-amusement, 타이토 (기업)와 스퀘어 에닉스의 NESiCAxLive, 세가의 ALL.Net과 같은 자체 아케이드 네트워크를 구축했다.
버추어 파이터 5는 2006년 7월 12일 세가의 린드버그 아케이드 보드로 일본에 출시되었으며, 아이린과 엘 블레이즈라는 두 명의 새로운 캐릭터를 추가했다. 전작과 마찬가지로, 두 가지 개정판이 나중에 출시되었다. 2008년 7월 24일에 출시된 버추어 파이터 5 R은 타카아라시의 귀환과 새로운 파이터 장 쿠죠를 선보였다. 버추어 파이터 5 파이널 쇼다운은 2010년 7월 29일 아케이드에 출시되었다. 버추어 파이터 5 얼티밋 쇼다운(일본에서는 버추어 파이터 e스포츠로 알려짐)은 2021년 6월 2일 세가 ALLs 캐비닛에 출시되었으며, 플레이스테이션 4 버전 출시 하루 뒤였다.

### 콘솔 대전 격투 게임
첫 번째 버추어 파이터 게임은 1994년(일본 외 지역에서는 1995년)에 새턴으로 이식되었는데, 이는 3D 격투 게임인 철권 (비디오 게임)이 출시되기 불과 몇 달 전이었다. 아케이드 게임과 거의 동일했던 이 콘솔 이식작은 새턴 하드웨어 출시와 거의 1:1 비율로 판매되었다. 1995년 크리스마스에 새턴으로 이식된 버추어 파이터 2는 아케이드 원작에 충실하다는 평가를 받았다. 게임의 3D 배경이 2D로 렌더링되어 슌 디의 강 스테이지에 있는 다리와 같은 일부 풍경이 제거되었지만, 게임의 나머지 부분은 그대로 유지되었다. 이 게임은 일본에서 가장 많이 팔린 새턴 게임이 되었다. 그래픽이 향상된 오리지널 버추어 파이터와 버추어 파이터 2의 이식작도 PC용으로 출시되었다. 버추어 파이터 2는 1996년에 메가 드라이브/제네시스용 2D 격투 게임으로 리메이크되었으며, 슌과 라이온 캐릭터가 생략되었고, 나중에 세가 에이지스 시리즈의 일부로 플레이스테이션 2에 재출시되었다. 용과 같이 5: 꿈을 이루는 자는 2012년 일본에서, 2015년 전 세계적으로 출시되었으며 버추어 파이터 2를 미니 게임으로 포함한다. 버추어 파이터 3의 유일한 이식작은 겐키(AM2 대신)가 세가 드림캐스트용으로 1998년 일본 콘솔 출시를 위해 버추어 파이터 3tb와 함께 출시한 것이었다.
시리즈의 일반적인 개발 주기와 반대로, 오리지널 버추어 파이터의 업데이트 버전인 Virtua Fighter Remix가 새턴용으로 출시되었고 나중에 아케이드로 이식되었다.
애니메이션 시리즈를 기반으로 한 버추어 파이터 미니는 게임 기어용으로 제작되어 북미와 유럽에서 버추어 파이터 애니메이션으로 출시되었다. 이 게임은 나중에 토세에서 마스터 시스템으로 이식되어 브라질에서만 출시되었다. 브라질 자체는 이 시리즈가 매우 인기 있는 시장이었다.
세가가 2001년 중반 하드웨어 시장에서 철수한 후, 버추어 파이터 4는 2002년 세가에 의해 플레이스테이션 2로 이식되었다. 그래픽이 약간 하향 조정된 것을 제외하고는, 이 게임의 이식은 잘 이루어진 것으로 평가되었다. 이 이식작에 이어 2003년에는 두 명의 새로운 캐릭터와 다양한 게임 밸런스 조정이 추가된 업데이트 버전인 버추어 파이터 4: 에볼루션이 출시되었다. 에볼루션은 플레이스테이션 2의 "그레이티스트 히트" 라벨로 즉시 출시되어 초기 판매 가격이 낮아졌다.
2003년 플레이스테이션 2로 출시된 버추어 파이터 4: 에볼루션이 시리즈 10주년에 맞춰 출시되면서, 버추어 파이터 (비디오 게임)의 리메이크인 Virtua Fighter 10th Anniversary는 플레이스테이션 2 전용으로 출시되었다. 음악, 스테이지, 저폴리곤 그래픽 스타일은 첫 번째 게임에서 유지되었지만, 캐릭터 로스터, 애니메이션, 메커니즘, 기술 세트는 에볼루션에서 가져왔다. 이전 플레이스테이션 2 버전의 버추어 파이터 4에서는 버튼 코드를 통해 플레이어 캐릭터가 VF1 모델처럼 보이게 할 수 있었다. 일본에서는 이 게임이 Virtua Fighter 10th Anniversary: Memory of a Decade라는 책과 DVD가 포함된 박스 세트로 출시되었다. 이 박스 세트는 2003년 11월에 엔터브레인에서 출판되었다. 북미에서는 이 게임이 에볼루션의 가정용 버전에 포함되었고, 유럽에서는 프로모션 아이템으로만 제공되었으며, 소매점에서 판매되지 않았다.
버추어 파이터 5의 이식작은 2007년 2월 일본과 북미, 2007년 3월 유럽에서 플레이스테이션 3용으로 출시되었다. 플레이스테이션 3 이식작은 아케이드 원작에 매우 충실한 것으로 평가되는데, 부분적으로는 아케이드 하드웨어(세가 세가 린드버그 플랫폼 기반)와 플레이스테이션 3 하드웨어가 유사한 성능의 엔비디아 제공 GPU를 공유하기 때문이다. 엑스박스 360용 이식작은 2007년 10월 일본과 북미, 2007년 12월 유럽에서 출시되었으며, 엑스박스 라이브를 통한 온라인 대전, 향상된 그래픽, 그리고 최신 아케이드 게임 개정판의 게임플레이 밸런스 조정이 추가되었다. 수년 동안 디자이너들은 게임의 콘솔 버전에 온라인 모드를 추가하는 것을 거부해왔다. 게임플레이가 타이밍에 크게 의존하기 때문에 어떤 지연이라도 경험을 망칠 수 있기 때문이다. 결국, VF5의 엑스박스 360 버전이 출시되면서 세가는 엑스박스 라이브를 통한 온라인 기능을 추가하기로 결정했다. 버추어 파이터 5 파이널 쇼다운은 2012년 6월 엑스박스 360과 플레이스테이션 3용 다운로드 타이틀로 출시되었으며, 양쪽 버전 모두 온라인 플레이가 가능하다. 버추어 파이터 5 파이널 쇼다운의 업데이트 버전인 버전 B는 2015년 일본 아케이드에 출시되었다. 용과 같이 6: 생명의 시는 2016년 일본에서, 2018년 전 세계적으로 플레이스테이션 4용으로 출시되었으며, 이 게임은 버추어 파이터 5 파이널 쇼다운 버전 B를 미니 게임으로 포함하고 있어, 용과 같이 6의 출시가 버추어 파이터 시리즈의 플레이스테이션 4 데뷔이기도 하다. 버추어 파이터 얼티밋 쇼다운(일본에서는 버추어 파이터 e스포츠로 알려짐)은 용과 같이 스튜디오와 공동 개발한 리메이크이자 다섯 번째 게임의 서브 시리즈의 최종 업데이트 버전으로, 2021년 6월 첫 이틀 동안 플레이스테이션 4와 아케이드 버전으로 각각 출시되었으며, 이전 버전의 최신 업데이트를 기반으로 한 차세대 콘솔 타이틀인 버추어 파이터 5 R.E.V.O.는 롤백 넷코드와 크로스플레이를 추가하여 2025년 1월에 윈도우용으로 출시된 후 플레이스테이션 5, 엑스박스 시리즈 X/S, 닌텐도 스위치 2에 출시될 예정이다.
더 게임 어워즈 2024에서 세가와 용과 같이 스튜디오는 새로운 버추어 파이터를 발표했다. 같은 날 밤 진행된 Virtua Fighter Direct 디지털 이벤트에서 개발 중인 게임에 대해 더 자세히 공개되었는데, 아키라와 스텔라라는 캐릭터 모델이 완전히 공개되었으며, 이후 EVO Japan 2025에서 울프와 미확인 남성 캐릭터가 공개된 후 콤보 브레이커 2025에서 전체 공개될 예정이다. 패미통의 용과 같이 스튜디오 대표 요코야마와 프로듀서 야마다와의 인터뷰에 따르면, 새로운 버추어 파이터는 스토리 모드를 포함하는 방향으로 논의 중이며, 이는 시리즈 최초의 스토리 모드가 될 것이다. 또한, 새로운 버추어 파이터는 가정용 출시를 위해 설계되었으며, 윈도우 버전이 계획된 포트 중 하나로 언급되었다. 인터뷰에 따르면, 용과 같이 스튜디오의 멤버인 아오키 세이지가 이전 버추어 파이터 게임의 재출시 버전을 단독으로 제작하기 위해 임명되었으며, 그는 여섯 번째 버추어 파이터 게임 개발에는 관여하지 않는다고 밝혀졌다.

### 스핀오프 및 각색
버추어 파이터 2의 성공으로, 슈퍼 디폼 버전인 버추어 파이터 키즈가 1996년에 세가 새턴과 아케이드용으로 출시되었다. 1996년에는 세가 새턴용 파이터즈 메가믹스도 출시되었는데, 이는 버추어 파이터 2의 출연진과 파이팅 바이퍼즈의 출연진은 물론 AM2가 개발한 다른 게임의 캐릭터들을 대결시킨 크로스오버 게임이었다. 메가믹스는 여러 면에서 버추어 파이터 3의 가정용 프리뷰 역할을 했다. 이 게임은 VF3에서 볼 수 있는 회피 능력을 특징으로 했고, 버추어 파이터 캐릭터들은 VF3에서 볼 수 있는 기술로 업데이트되었다. VF3의 일부 스테이지와 음악도 게임에 포함되어 있다. 아키라와 사라의 버추어 파이터 키즈 버전은 게임에서 숨겨진 플레이 가능한 캐릭터로 등장한다. 첫 번째 버추어 파이터에서 제외되었던 캐릭터 시바도 숨겨진 플레이 가능한 캐릭터로 등장한다. 프로레슬링 비디오 게임인 All-Japan Pro Wrestling Featuring Virtua는 1997년 새턴용으로 출시되었고, 같은 해 후반에 아케이드로 이식되었다. 일본에서만 출시된 이 게임에는 제프리와 울프 외에도 다양한 일본 프로레슬러가 플레이 가능한 캐릭터로 등장한다.
1996년, AM2는 시리즈를 기반으로 한 새턴용 RPG인 Virtua Fighter RPG: Akira's Story를 개발하기 시작했으며, 아키라가 주인공이었다. 개발은 드림캐스트로 옮겨졌고, 버추어 파이터와의 연관성은 끊겼으며 이 게임은 1999년에 출시된 쉔무가 되었다. 어린이 시장을 겨냥한 새로운 캐릭터가 추가된 간소화된 롤플레잉 비디오 게임(버추어 파이터 RPG로도 알려짐)인 Virtua Quest는 2004년에 닌텐도 게임큐브용으로, 2005년에 플레이스테이션 2용으로 출시되었다. 버추어 파이터 캐릭터들은 버추어 파이터 4에서 등장한 모습이었다.
2000년대 후반, 세가와 남코는 버추어 파이터와 철권의 크로스오버 가능성에 관심을 보였다. 이 크로스오버는 두 게임의 모든 캐릭터와 격투 스타일을 결합할 예정이었지만, 다른 포함 사항은 현재로서는 알려져 있지 않다. 그 이전에도, 두 프랜차이즈는 닌텐도 크로스오버 게임 슈퍼 스매시브라더스 for 닌텐도 3DS/Wii U에서 Mii 격투가 의상으로 등장했으며, 이 게임에서는 스트리트 파이터 시리즈의 류가 처음으로 플레이 가능 캐릭터로 등장했다. 반면 아키라 자신(10주년 기념 버전에 기반)은 속편인 슈퍼 스매시브라더스 얼티밋에 어시스트 트로피 캐릭터로 물리적으로 등장했으며, 철권의 미시마 카즈야와 류의 에코 파이터인 켄 마스터즈도 처음으로 플레이 가능 캐릭터로 등장했다.

### 기타 매체
총 35화로 구성된 애니메이션 TV 시리즈인 버추어 파이터 (TV 애니메이션)는 도쿄 무비 신샤가 제작하여 1995년부터 1996년까지 TV 도쿄에서 방영되었다. 1995년, 쇼가쿠칸은 버추어 파이터 2 만화를 출판하기 시작했으며, 캐릭터가 원작의 비전과 일관되게 묘사되도록 세가 AM2의 창작 감독을 받았다. 게임의 만화 각색은 1997년부터 나나츠키 쿄이치가 쓰고 후지와라 요시히데가 그림을 그렸다. 일본에서는 시리즈의 각 캐릭터가 다양한 포즈를 보여주는 자체 새턴 CD를 특징으로 하는 Virtua Fighter CG Portrait Series도 거의 동시에 출시되었다. 모든 디스크를 수집한 사람들은 구매 증명을 보내 듀랄의 특별 포트레이트 CD를 받을 수 있었다. 2014년, 세가는 버추어 파이터를 애니메이션 프로젝트로 하여 자사 게임을 기반으로 한 영화 및 TV 프로젝트를 위해 제작 회사 Stories International을 설립했다.
첫 번째 버추어 파이터 상품은 세가가 UFO 캐처(크레인 게임 모델)용으로 제작한 첫 번째 버추어 파이터 출연진의 인형 세트였다. 이 인형들은 너무 인기가 많아서 거의 즉시 품절되었고, 세가는 추가 물량을 제작하고 다른 버추어 파이터 상품을 UFO 캐처에 넣기 시작했다. 이 또한 성공적인 것으로 입증되자, 세가는 버추어 파이터 상품이 주류 시장에서 잠재력이 있음을 깨닫고 반다이와 같은 상품 생산자들에게 라이선스를 부여하기 시작했다.
세가는 또한 게임 사운드트랙 CD를 출시했으며, 캐릭터를 위한 오리지널 테마 음악 앨범인 Dancing Shadows도 출시했다.

## 등장인물

### 버추어 파이터에서 처음 등장한 캐릭터
| 이름            | 설명 |
| --------------- | --- |
| 유키 아키라     | 유키 아키라 (結城 晶, Yūki Akira)는 버추어 파이터 비디오 게임 시리즈의 마스코트이며, 팔극권을 사용하여 싸운다. 그는 가족 도장의 보조 교사이며, 현재 자신의 기술에서 결점을 찾아 더 높은 경지에 도달하기 위해 싸울 만한 가치 있는 상대를 찾고 있다. 할아버지의 조언 덕분에 버추어 파이터 2 토너먼트에서 우승한 후에도 그는 계속해서 강한 상대를 찾아 나섰다. |
| 파이 첸         | 파이 첸 (パイ・チェン, Pai Chen)은 라우 첸의 딸이며, 고향에서 무술 액션 영화 배우로 활동하고 미종예를 사용하여 싸운다. 그녀는 아버지를 물리치고 자신의 무술 학파의 가치 있는 계승자임을 증명하려 한다. 버추어 파이터 4까지는 아버지가 자신을 등한시한 것에 대해 적대적이었으나, 아버지가 불치병 진단을 받았다는 사실을 알게 된 후 화해했다. |
| 라우 첸         | 라우 첸 (ラウ・チェン, Rau Chen)은 식당 요리사이자 호연권 (虎燕拳, Koen-ken, 직역: 호랑이 제비 주먹)에 능통한 무술가이다. 버추어 파이터에서 첫 토너먼트에서 우승한 후, 버추어 파이터 4에서 진단받은 불치병이 몸에 부담을 주기 시작하기 전에 자신의 무술 스타일을 이어받을 후계자를 찾고 있다. 그럼에도 불구하고, 그의 질병은 그의 격투 기술에 부정적인 영향을 미치지 않는다. |
| 울프 호크필드   | 울프 호크필드 (ウルフ・ホークフィールド, Urufu Hōkufīrudo)는 캐나다 원주민 혈통의 프로레슬러이다. 그는 가치 있는 상대를 찾아 토너먼트에 참가했고, 궁극적으로 유키 아키라라는 상대를 만났으며, 울프는 아키라와 친구가 되었다. 버추어 파이터 2 이후, 울프는 자신의 최근 반복되는 종말론적 악몽과 J6의 연관성을 조사하기 시작했으며, 버추어 파이터 4에서 듀랄 경쟁자가 토너먼트 경기에 개입하는 것을 목격했다. |
| 제프리 맥와일드 | 제프리 맥와일드 (ジェフリー・マクワイルド, Jefurī Makuwairudo)는 오스트레일리아 원주민 어부이자 팡크라티온 수련자이다. 그는 거대한 "사탄 상어"를 사냥하기 위한 장비를 마련하기 위해 토너먼트 상금을 노리고 있으며, 이 상어는 나중에 J6의 손에 넘어갔다. |
| 카게마루        | 카게마루 (影丸, Kagemaru)는 하가쿠레 (葉隠) 일족의 10대 닌자이자 그의 두 전임자의 아들이다. J6가 그의 어머니 츠키카게(8대 닌자)를 납치하여 첫 번째 듀랄로 변모시킨 후, 그 집단은 그의 아버지(9대 닌자)를 살해하고 마을을 파괴했다. 이로 인해 카게마루는 복수를 다짐하고 어머니를 구출하려 한다. 버추어 파이터 2 이후, 츠키카게가 일시적으로 정상으로 돌아왔을 때, 카게는 듀랄 변신 후유증을 발견했고, 결국 버추어 파이터 3에서 그녀를 다시 듀랄로 변신시키는 것 외에는 다른 선택의 여지가 없었다. 그리고 나중에 토너먼트에서 다시 만났을 때 그녀를 고통에서 벗어나게 해주었다. 그는 버추어 파이터 3와 4 사이에서 두 번의 토너먼트에서 우승한 유일한 격투가이다. |
| 사라 브라이언트 | 사라 브라이언트 (일본어: サラ・ブライアント, Hepburn: Sara Buraianto)는 로스앤젤레스 출신의 대학생이자 재키의 여동생이다. 그녀는 절권도(오빠처럼), 사바트, 공수도로 구성된 세 가지 무술을 사용하여 싸운다. 재키의 교통사고를 조사하던 중 J6에 납치되어, 오빠의 성공에 대한 과거 질투심을 이용하여 세뇌당한다. 버추어 파이터 2에서 J6는 그녀에게 토너먼트에서 재키를 죽이도록 시도하게 하지만, 그녀는 결국 실패한다. 사라가 구출된 후, J6는 브라이언트 남매에 대한 적대감의 일환으로 그녀를 듀랄의 숙주로 만들 계획이었음을 밝힌다. 이에 가족은 바네사 루이스를 사라의 보디가드로 고용한다. |
| 재키 브라이언트 | 재키 브라이언트 (ジャッキー・ブライアント, Jakkī Buraianto)는 절권도를 사용하여 싸우는 인디 자동차 경주 드라이버이다. 1990년 인디애나폴리스 500에서 J6가 자동차 사고로 그를 죽이려 시도한 후, 그의 여동생 사라가 그들을 조사하다가 납치되어 세뇌당한다. 재키는 여동생을 구출하려 하며, 버추어 파이터 2 끝에 결국 성공한다. 그럼에도 불구하고, 브라이언트 남매와 J6의 싸움은 계속되는데, 이 조직은 가족을 괴롭히기 위해 계속해서 활개를 치고 있다. |
| 듀랄            | 듀랄 (デュラル, Dyuraru)은 가이노이드 형태의 사이보그이며, 모든 버추어 파이터 게임에서 최종 보스로 등장하며, 다른 모든 캐릭터의 공격을 혼합하여 사용한다. 주요 토너먼트에서 알려진 듀랄은 네 가지가 있다: - 첫 번째 듀랄은 원래 카게마루의 어머니인 츠키카게 (月影)였으며, 8대 하가쿠레 닌자였다. J6가 그녀의 뛰어난 격투 능력을 알아보고 납치하여 듀랄로 변모시켰다. 버추어 파이터 2에서 아키라에게 패배한 후, 츠키카게는 일시적으로 해방되었다. 그러나 듀랄 변신 후유증으로 인해 그녀는 병에 걸렸으며, 오직 듀랄의 금속 조각으로만 치료할 수 있었다. - 두 번째 듀랄은 버추어 파이터 3 끝에 카게마루에 의해 파괴된 로봇 복제품으로, 카게는 어머니 츠키카게를 치료하기 위해 그 금속 조각을 가져갔다. 그러나 이것은 오히려 그녀를 다시 듀랄로 변신시켰다. - 버추어 파이터 4의 세 번째 듀랄은 처음에는 카게마루가 재변신한 츠키카게라고 생각했지만, 나중에 다른 로봇 복제품으로 밝혀졌다. 이 듀랄은 카게마루와 슌 디의 결승전 경기에 개입했으며, 카게마루에 의해 파괴되었다. 현재 악몽에 시달리는 울프는 결승전에 참석했다. 이로 인해 그는 자신의 반복되는 악몽과 J6의 연관성을 추측하게 되었다. - 버추어 파이터 5의 네 번째 듀랄은 V-듀랄이라고 불리는 로봇이다. 이 로봇의 전투 방식은 주로 바네사 루이스에서 파생되었는데, J6는 그녀를 일시적으로 재포획했으나 조직 내 이중 스파이 덕분에 탈출했다. |

### 버추어 파이터 2에서 처음 등장한 캐릭터
| 이름        | 설명 |
| ----------- | --- |
| 슌 디       | 슌 디(중국어: 舜帝 한어병음: Shùn Dì, 일본어: シュン・ディ Shun Di)는 한의사이자 취권을 사용하는 중국인이다. 현자로 여겨지며, 작은 수련관에서 가르쳤고 많은 학생들을 두었다. 그러나 대부분의 학생들이 도장을 떠나고 한 명은 실종되자, 친구들의 자랑을 듣고 실종된 학생을 찾기 위해 토너먼트에 참가하기로 결정했다. 이 학생은 나중에 J6로부터 도망치고 있음이 밝혀진다. |
| 리온 라파엘 | 리온 라파엘 (リオン・ラファール, Rion Rafāru)는 프랑스 출신의 학생으로, 부유한 아버지로부터 독립하기 위해 싸우며 당랑권 스타일을 사용한다. 버추어 파이터 4에서 고등학교를 졸업하고 대학에 입학한 후, 리온은 아버지와 J6의 연관성을 우연히 발견하고 둘 사이의 관계를 의심하게 된다.                                                                                     |

### 버추어 파이터 3에서 처음 등장한 캐릭터
| 이름              | 설명 |
| ----------------- | --- |
| 우메노코지 아오이 | 우메노코지 아오이 (梅小路 葵, Umenokōji Aoi)는 교토의 도장 주인장의 장녀이며, 아이키 유술로 싸운다. 그녀는 어린 시절 친구인 유키 아키라처럼 자신을 시험하기 위해 토너먼트에 참가했다. |
| 타카아라시        | 타카아라시 (鷹嵐, Takaarashi)는 일본 출신의 스모 선수이다. 버추어 파이터 3 개발 중에는 그의 큰 체구 때문에 점프 시 어려움이 있었고, 나중에 버추어 파이터 5 R이 출시될 때까지 그의 큰 체구가 시뮬레이션하기 너무 어렵다고 판단되어 버추어 파이터 4 서브 시리즈와 오리지널 버추어 파이터 5에서 제외되었다. 스모계에서 타카아라시는 그의 비정상적으로 잔혹한 격투 스타일로 유명하다. 개발자의 명확한 이유로 버추어 파이터 4에서 제외되었고 버추어 파이터 5 R에서야 복귀했는데, 타카아라시는 세 번째 토너먼트에서 숙련된 격투가들에게 패배한 후 잠시 망명 생활을 하다가, 전 소속사의 전 직원이자 새로운 스모 코치를 만나 그의 투지를 다시 불태우는 데 도움을 받았다. |

### 버추어 파이터 4 및 버추어 파이터 4: 에볼루션에서 처음 등장한 캐릭터
| 이름          | 설명 |
| ------------- | --- |
| 바네사 루이스 | 바네사 루이스 (ベネッサ・ルイス, Benessa Ruisu)는 경비원이며, 발리 투두를 사용하여 싸운다. J6로부터 구출된 후, 바네사는 그들이 사라를 다시 붙잡으려 한다는 소식을 듣고 사라의 보디가드 역할을 한다. 그녀는 사라를 보호하고 자신을 구출한 사람(그 구조자의 성이 루이스임)의 살인자를 찾기 위해 토너먼트에 참가한다. 바네사는 버추어 파이터 4 끝에 J6의 V-듀랄 프로젝트를 위해 일시적으로 납치되었지만, 조직 내 이중 스파이 덕분에 다시 탈출했다.                                   |
| 레이 페이     | 레이 페이(중국어:雷飛; 한어병음: Léi Fēi, 일본어:レイ・フェイ, Rei Fei)는 중국의 소림 승려이다. 고대 중국 황제의 명령을 받은 일족의 일원으로서 황제 자신의 무술 기술보다 더 강력한 무술 기술을 가진 사람을 죽이도록 명령받았으며, 라우 첸과의 대결에서 자신의 기술을 시험하고 호연권의 비법을 배우기 위해 토너먼트에 참가한다. 그런 다음 그를 제거할 계획이다. |
| 브래드 번스   | 브래드 번스 (ブラッド・バーンズ, Buraddo Bānzu)는 버추어 파이터 4 에볼루션에서 데뷔한 이탈리아 출신의 무에타이 격투가이다. 그의 외모와 성격으로 여성들에게 인기가 많으며, 격투의 스릴을 즐기기 위해 토너먼트에 참가한다. |
| 고 히노가미   | 고 히노가미 (日守 剛, Hinogami Gō)는 유도를 사용하여 싸우고 버추어 파이터 4 에볼루션에서 데뷔한 J6의 수수께끼의 암살자이다. 아버지의 죽음과 J6의 훈련으로 인해 사디스트가 되었으며, 종종 상대방을 조롱하고 유키 아키라의 라이벌로 소개되었다. 그는 버추어 파이터 4 끝에 재키에게 패배했고, 이후 버추어 파이터 5에서 그에게 복수하기로 결정했다. 그는 세뇌되지 않은 유일한 플레이 가능한 J6 요원이다. 버추어 파이터 10주년 기념판에서는 에볼루션 순서로 플레이할 때 최종 보스이다. |

### 버추어 파이터 5 및 버추어 파이터 5: R에서 처음 등장한 캐릭터
| 이름        | 설명 |
| ----------- | --- |
| 아이린      | 아이린 (アイリーン, Airīn)은 베이징에서 오페라 공연자로 일하는 젊은 중국인 소녀이다. 어린 나이에 부모를 잃은 후, 후권 고수인 할아버지에게 양육되고 가르침을 받았다. 그녀는 파이 첸의 무술 시범에 매료되어 그녀를 만나기 위해 토너먼트에 참가한다. |
| 엘 블레이즈 | 엘 블레이즈 (エル・ブレイズ, Eru Bureizu)는 루차 리브레로 싸우는 멕시코 출신의 라이트 헤비급 힐 레슬러이다. 그는 울프가 헤비급 부문에서 압도적인 모습을 보이자 질투심을 느끼고 그와 대결하기 위해 토너먼트에 참가했다. |
| 장 쿠죠     | 장 쿠죠 (ジャン 紅條, Jan Kujō)는 버추어 파이터 5 R에서 데뷔한 일본계 프랑스인 풀 콘택트(극진회관) 공수도 격투가이다. J6의 암살자로 추정되며, 그들에게 세뇌당한 것으로 보인다. 그는 자신의 가치를 증명하기 위해 토너먼트에 참가한다. 그는 특히 리온 라파엘을 목표로 하는데, 아마도 그들이 학교 졸업과 동시에 장이 사라지고 그의 집이 철거될 때까지 가장 친한 친구였다는 사실을 모르는 것 같다. |

### 다른 게임에서의 등장
세가의 음악 비디오 게임인 프로젝트 디바 2nd에서는 보컬로이드 하츠네 미쿠가 게임 플레이를 위해 사라 브라이언트 의상을 얻을 수 있다. 재키 브라이언트와 유키 아키라는 소닉 & 세가 올스타즈 레이싱에서 다른 세가 캐릭터들과 경주를 벌이는 파트너로 등장한다. 유키 아키라, 사라 브라이언트, 파이 첸은 테크모 코에이의 데드 오어 얼라이브 5에 게스트 캐릭터로 등장했으며, 이후 데드 오어 얼라이브 5 얼티메이트에 재키 브라이언트가 등장하여 버추어 파이터가 비세가 격투 게임 시리즈와 처음으로 협력하고, 시리즈가 태그팀 격투 게임에 등장하는 첫 사례가 되었다. 유키 아키라, 파이 첸, 듀랄은 캡콤, 남코 반다이 게임즈, 세가의 캐릭터들이 등장하는 크로스오버 RPG 프로젝트 X 존에 등장한다. 유키 아키라, 파이 첸, 듀랄은 카게마루와 함께 프로젝트 X 존 2에 다시 등장한다. 전격문고 파이팅 클라이맥스에서는 유키 아키라와 파이 첸이 플레이 가능한 게스트 보스로 등장하며, 아키라는 플레이 가능하고 파이는 어시스트로 등장하지만, 이그니션 업데이트에서는 정규 캐릭터가 되었다. 슈퍼 스매시브라더스 for 닌텐도 3DS/Wii U와 슈퍼 스매시브라더스 얼티밋에서는 재키 브라이언트의 현대적인 모습과 유키 아키라의 첫 등장에 기반한 Mii 격투가 의상이 다운로드 가능한 콘텐츠로 출시되었다. 아키라는 얼티밋에도 어시스트 트로피로 등장하는데, 버추어 파이터 10주년 기념판에서의 모습(첫 게임의 폴리곤 형태에 버추어 파이터 4 에볼루션의 음성 대사와 기술 세트가 포함됨)으로 나온다.
버추어 파이터 2, 2.1, 3tb, 그리고 버추어 파이터 5: 파이널 쇼다운은 용과 같이 시리즈 게임 내에서 거의 완벽하게 재현되었는데, 게임 내 아케이드에서 플레이 가능한 게임이자 별도의 1대1 멀티플레이어 미니게임으로 등장한다. 용과 같이 7: 빛과 어둠의 행방과 용과 같이 6: 생명의 시의 게임 파일 내부에는 거의 완전한 버전의 버추어 파이터 5가 존재한다.

## 평가
오리지널 버추어 파이터는 1996년까지 전 세계적으로 40,000대 이상의 아케이드 유닛이 판매되었으며, 각 유닛당 $15,000 (equivalent to $27,000 in 2022)에서 £14,000 / $연도가 정의되지 않음: "1,993",000 (equivalent to ${{인플레이션}} 오류: NaN, 값이 숫자가 아님 :  |value=연도가 정의되지 않음: "1,993"000 (매개변수 2) in 2022)에 달했다. 버추어 파이터 2도 전 세계적으로 40,000대 이상의 아케이드 유닛이 판매되어, 1996년까지 두 게임의 총 판매량은 80,000대 이상을 기록했다. 버추어 파이터와 버추어 파이터 2는 세가의 역대 베스트셀러 아케이드 게임이 되었으며, 아웃런 (1986)을 넘어섰다. 아웃런 자체는 1994년까지 30,000대의 아케이드 캐비닛이 판매되었다. 버추어 파이터 3는 1997년까지 추가로 30,000대의 아케이드 캐비닛이 판매되어, 1997년까지 세 게임의 총 아케이드 판매량은 110,000대를 기록했다.
1994년 버추어 파이터는 일본에서 연간 최고 수익을 올린 아케이드 게임이었고, 미국의 비디오 게임에서 연간 최고 수익을 올린 5대 아케이드 비디오 게임 중 하나였으며, 영국의 비디오 게임에서 연간 가장 인기 있는 코인-옵 중 하나였다. 1995년 버추어 파이터 2는 일본에서 연간 최고 수익을 올린 아케이드 게임이었고, 미국에서 연간 베스트셀러 아케이드 게임 상위 10위권에 들었다.
세가 새턴에서 버추어 파이터와 버추어 파이터 2는 1996년까지 전 세계적으로 3백만 부 이상 판매되었다. 버추어 파이터와 버추어 파이터 리믹스는 일본에서 총 1,067,036부가 판매되었다. 버추어 파이터 2는 일본에서 170만 부가 판매되었고, 미국에서는 500,000부 이상이 번들로 판매되어, 일본과 미국에서 총 2.2백만 부가 판매되었다. 2023년 현재, 프랜차이즈 판매량과 무료 다운로드를 합친 총 판매량은 1,800만 건을 기록했다.

## 유산
버추어 파이터는 종종 3D 격투 게임의 할아버지로 여겨지며, 각 반복은 장르 게임의 그래픽 및 기술적 측면을 발전시킨 것으로 평가받는다. 철권 및 데드 오어 얼라이브와 같은 많은 3D 격투 게임 시리즈는 버추어 파이터의 영향을 크게 받았으며, 오리지널 데드 오어 얼라이브 (비디오 게임)는 모델 2 하드웨어에서 실행되었다. 1998년, 이 시리즈는 예술 및 엔터테인먼트 분야에 기여한 공로로 스미스소니언 협회로부터 인정을 받아 스미스소니언 협회의 정보 기술 혁신 영구 연구 컬렉션의 일부가 되었다. 이 게임의 아케이드 캐비닛은 스미스소니언 국립 미국사 박물관에 보관되어 있으며, 버추어 파이터는 영구 전시된 유일한 비디오 게임이다. 1999년, 넥스트 제너레이션은 버추어 파이터 시리즈를 "역대 최고의 게임 50선" 중 8위로 선정하며 "버추어 파이터는 이제껏 만들어진 격투 게임 중 가장 우아하다. 두 개의 공격 버튼만으로도 이 게임은 놀랍도록 다양한 무술 스타일을 제공한다"고 평했다.
버추어 파이터는 3D 폴리곤 그래픽을 대중화하는 데 중요한 역할을 했다. 버추어 파이터 시리즈의 성공으로 기네스 세계 기록은 2008년 기네스 세계 기록 게이머 에디션에서 "최초의 폴리곤 기반 격투 게임", "최초의 3D 격투 게임", "32비트 콘솔용 최초의 격투 게임"을 포함하여 7개의 세계 기록을 이 시리즈에 수여했다. 1UP은 버추어 파이터를 역대 가장 중요한 게임 50가지 중 하나로 꼽았으며, 3D 격투 게임 장르를 창조하고, 더 일반적으로 3D 폴리곤 인간 캐릭터의 잠재력을 보여주고(유용하게 구현한 최초의 게임으로서), 현실적인 게임플레이의 잠재력을 보여주며(캐릭터 물리 시스템과 당시로서는 현실적인 캐릭터 애니메이션을 도입), 링 아웃 및 블록 버튼과 같은 격투 게임 개념을 도입한 공로를 인정했다. 세가 모델 2의 버추어 파이터 2는 텍스처 매핑된 3D 캐릭터의 사용을 도입했고, 모션 캡처 애니메이션 기술을 도입했다. 세가 모델 3의 버추어 파이터 3는 실시간 그래픽 기술을 더욱 발전시켰으며, 1996년 Computer and Video Games는 이 게임을 CGI와 비교하며 "이 산업 역사상 가장 놀라운 비디오 게임 그래픽 근육의 전시"라고 언급했다. 1997년 넥스트 제너레이션은 버추어 파이터가 스트리트 파이터를 제치고 최고의 격투 게임 시리즈로 자리매김했다고 밝혔다.
소니 컴퓨터 엔터테인먼트(SCE)의 일부 직원들은 오리지널 플레이스테이션 비디오 게임 콘솔 제작에 있어 버추어 파이터를 플레이스테이션의 3D 그래픽스 하드웨어의 영감으로 꼽았다. SCE의 마루야마 시게오에 따르면, 플레이스테이션은 원래 2D 중심의 하드웨어로 고려되었으나, 버추어 파이터 출시 이후에야 플레이스테이션을 3D 중심의 하드웨어로 설계하기로 결정했다. 토비 가드도 버추어 파이터가 툼 레이더의 폴리곤 캐릭터 사용과 라라 크로프트 창조에 영향을 주었다고 언급했다. 존 로메로 또한 버추어 파이터가 3D FPS 퀘이크 제작에 큰 영향을 주었다고 언급했다. 팀 이코의 우에다 후미토 또한 버추어 파이터가 자신의 애니메이션 작업에 영향을 주었다고 언급했다.
1995년 말 넥스트 제너레이션 기사는 "버추어 파이터 시리즈는 오랫동안 차세대 아케이드 및 콘솔 격투 게임의 기준이 되어왔으며 앞으로도 그럴 것이다"라고 선언했다. 유로게이머에 따르면: "스즈키 유의 가장 오래 지속되는 창작물 중 하나는 새로운 아케이드 하드웨어의 모든 라운드를 축복했고, 3D 그래픽의 선구자였으며 온라인 격투를 확립하는 데 도움을 주었다. 이 모든 업적 아래, 탁월한 깊이와 미묘함을 지닌 게임이 나타났다." 1UP.com은 다음과 같이 평했다: "혁신성 덕분에 버추어 파이터는 경쟁작에 영향을 미쳤을 뿐만 아니라, 기본적으로 장르를 창조했다. 기술적으로 말하자면, 이후에 나온 모든 3D 격투 게임은 3D 격투 게임이 성공할 수 있다는 것을 확립한 버추어 파이터에 빚지고 있다. 심지어 오늘날에도 철권은 여전히 세가의 시리즈에서 영감을 얻고 있다." 게임 인포머의 앤디 맥나마라는 다음과 같이 썼다: "내 생각에 버추어 파이터 시리즈는 시장에 나와 있는 모든 3D 격투 게임 중 가장 강렬하고 균형 잡힌 게임이다. 직관적인 조작 방식, 완벽한 진행 속도, 그리고 비할 데 없는 깊이를 가지고 있다." 2006년 IGN은 버추어 파이터를 역대 최고의 게임 시리즈 25위로 선정하며 "다른 어떤 3D 격투 게임도 난이도와 깊이 면에서 VF와 비견될 수 없었다"고 설명했다.